# Васильева, Вера Кузьминична
Ве́ра Кузьми́нична Васи́льева (30 сентября 1925, д. Сухой ручей, Калининского округа, Калининской (ныне Тверской) области РСФСР, СССР — 8 августа 2023, Московская область, Россия) — советская и российская актриса театра и кино; народная артистка СССР (1986), лауреат Сталинских премий I и III степени (1948, 1951).
Среди её работ значатся такие киноленты, как «Сказание о земле Сибирской» (1947), «Чук и Гек» (1953), «Свадьба с приданым» (1953) и т. д. К числу театральных работ относятся спектакли «Безумный день, или Женитьба Фигаро», «Воительница» и другие.

## Биография

### Происхождение. Детство
Вера Васильева 30 сентября 1925, д. Сухой ручей, Калининского округа, Калининской области, (Ныне Тверской области). Её отец — Кузьма Васильевич Васильев — происходил из деревни, в то время как мать Александра Андреевна — из города. По словам Веры Васильевой за отца мать «вышла не по любви, её просто выдали. То ли чтобы от голода спастись в деревне, то ли ещё по каким-то причинам, подробностей не знаю. Знаю, что на всю жизнь мама возненавидела крестьянское житьё-бытьё, в которое ей невольно пришлось окунуться, домостроевские традиции, по законам которых жили родители мужа».
В семье, кроме Веры, были ещё две дочери — Валентина и Антонина — и сын Василий. Васильевы проживали в коммуналке в районе Чистых прудов. Отец работал шофёром на заводе, позднее стал механиком в том же гараже; мать вела домашнее хозяйство.
В детстве Вера Васильева много времени проводила на родине своего отца, в деревне Сухой Ручей Тверской (на тот момент Калининской) области.

### В годы Великой Отечественной войны
Во время Великой Отечественной войны из семьи Васильевых в Москве остались лишь Вера с отцом, в то время как остальные были либо эвакуированы, либо отправлены в другие регионы страны. Так, мать с двухлетним сыном эвакуировали в башкирскую деревню; старшую сестру Валентину, медика по образованию, отправили в больницу в Киргизскую ССР; среднюю сестру Антонину, сотрудника Министерства обороны, эвакуировали в Куйбышев. Со средней сестрой Вера попрощалась во время разразившейся в октябре 1941 года паники в Москве: «Это было 16 октября, немцы подошли близко к Москве. Царили паника и ощущение, что немцы вот-вот войдут в город. Учреждения срочно эвакуировали: улицы были полны автобусами, машинами. Я прибежала к месту работы Тошеньки, мы обнялись, и тут же раздался крик: „Скорей!“. Их машина тронулась, а я побрела под дождём домой, рыдала в голос».
Отец работал на военном заводе. Вера же трудилась как на военном заводе, так и на сельхозработах. По её воспоминаниям, на заводе она «стала ученицей фрезеровщика и получала рабочую карточку, а вечером старалась продолжать учение, но это было очень трудно». Значительно позже актриса вспоминала бомбардировки Москвы, когда приходилось спасаться либо на станции «Кировская», либо на станции «Красные Ворота». Она рассказывала: «я брала с собой какую-нибудь подстилочку, чтобы на ней переждать, а иногда даже переночевать. Было трудно, страшно, голодно, но все мы верили, что победим и мысли другой не допускали».
В 1943 году Вера Васильева поступила в Московское городское театральное училище.

### Творческая карьера
В 1948 году окончила Московское городское театральное училище при Театре Революции (курс В. В. Готовцева).
Ещё будучи студенткой, в 1945 году дебютировала в кино, в эпизодической роли в картине «Близнецы». Первую большую роль сыграла в 1947 году в фильме Ивана Пырьева «Сказание о земле Сибирской». За эту кинокартину Совет Министров СССР в 1948 году присудил Вере Васильевой Сталинскую премию I степени.
Фильмография Васильевой насчитывает более 40 картин.
С 27 марта 1948 года — актриса Московского академического театра сатиры. Сыграла свыше 60 ролей. За спектакль «Свадьба с приданым» Совет Министров СССР в 1951 году присудил Вере Васильевой Сталинскую премию III степени. В театре одной из лучших сыгранных ею ролей была графиня Альмавива в спектакле В. Плучека «Безумный день, или Женитьба Фигаро» Бомарше (1968).
Играла в других театрах.
В 1999 году вместе с другими известными артистами приняла участие в проекте В. Мережко и композитора Е. Бедненко «Поют звёзды театра и кино», где выступила как исполнительница романсов. Итогом проекта стали концерты и музыкальный диск, выпущенный в США и продублированный «Радио МПС».
Автор четырёх книг-мемуаров — «Продолжение души» (1989), «Золушка с Чистых прудов» (2017), «Жизнь, похожая на сказку» (2019) и «Любить и мечтать» (2023).

### Общественная деятельность
На протяжении 20 лет была секретарём Союза театральных деятелей РФ (СТД), председателем социально-бытовой комиссии СТД, занималась оказанием помощи коллегам, попавшим в трудную жизненную ситуацию.
Академик Национальной академии кинематографических искусств и наук России.
Выступала в защиту бездомных животных. В 2013 году подписала открытое письмо с критикой закона об «иностранных агентах», усложняющего работу некоммерческих организаций.
Член КПСС (1979—1991).

### Семья
Муж — Владимир Ушаков (1920—2011), актёр, заслуженный артист РФ. Состояли в браке с 1956 года. Детей не было.
До брака с Ушаковым шесть лет Веру Васильеву связывал счастливый роман с театральным режиссёром Борисом Равенских, в мюзикле которого «Свадьба с приданым» в 1949 году она впервые сыграла главную роль в Театре Сатиры. Об этих отношениях сама актриса с восторгом не раз рассказывала со сцены, а также в документальном фильме Первого канала «Вера Васильева. С чувством благодарности за жизнь» (2020). «Любовь закрутила меня сумасшедшим вихрем. Наши отношения были идеальными. На мой взгляд. Может, другая женщина посчитала бы иначе. Всё-таки я не являлась законной женой, не знала, стану ли ей, но это не имело значения. Главное — я любима!».
Проживала в Москве, в Большом Власьевском переулке, д. 9.

### Смерть
В апреле 2023 года перенесла воспаление лёгких, но смогла посетить вечера памяти Анатолия Папанова в Театре сатиры 8 и 9 мая. Скончалась 8 августа 2023 года на даче в Московской области, не дожив менее двух месяцев до своего 98-летия. Прощание и гражданская панихида прошли 12 августа в Театре сатиры, отпевание актрисы прошло в храме Христа Спасителя. Похоронена на Новодевичьем кладбище.

## Звания и награды
Почётные звания:
- Заслуженная артистка РСФСР (3 июня 1954)[37]
- Народная артистка РСФСР (20 ноября 1970)[38]
- Народная артистка СССР (28 февраля 1986) — за большие заслуги в развитии советского театрального искусства[39]

Государственные премии:
- Сталинская премия первой степени (1948) — за исполнение роли Насти Гусенковой в фильме «Сказание о земле Сибирской»[40]
- Сталинская премия третьей степени (1951) — за исполнение роли Ольги Степановой в спектакле «Свадьба с приданым» Н. М. Дьяконова

Ордена:
- орден «За заслуги перед Отечеством» II степени (30 января 2020) — за выдающиеся заслуги в развитии отечественной культуры и искусства, многолетнюю плодотворную деятельность[41]
- орден «За заслуги перед Отечеством» III степени (25 сентября 2010) — за большой вклад в развитие отечественного театрального искусства и многолетнюю творческую деятельность[42]
- орден «За заслуги перед Отечеством» IV степени (26 сентября 2000) — за большой личный вклад в развитие театрального искусства[43]
- орден Почёта (11 августа 1995) — за заслуги перед государством и успехи, достигнутые в труде, большой вклад в укрепление дружбы и сотрудничества между народами[44]
- орден Дружбы (1 декабря 2015) — за большие заслуги в развитии отечественной культуры и искусства, многолетнюю плодотворную деятельность[45]
- орден Трудового Красного Знамени

Другие награды, премии и общественное признание:
- Премия «Хрустальная Турандот» (1996) — за долголетнее и доблестное служение театру[46]
- Премия имени А. А. Яблочкиной (1996)
- Премия «Кумир» (2003, в номинации «За высокое служение искусству»)
- Национальная театральная премия «Золотая маска» в номинации «За честь и достоинство» (2010)[47].
- Российская национальная актёрская премия имени Андрея Миронова «Фигаро» (2014) — «за служение русскому репертуарному театру»
- Актрисе установлена звезда на Звёздной аллее киноактёров в Анапе.

## Творчество

### Роли в театре Сатиры (1948—2023)
- 1948 — «Лев Гурыч Синичкин» А. М. Бонди, Д. Т. Ленского, постановка Э. Б. Краснянского — Лиза Синичкина
- 1948 — «Вас вызывает Таймыр» А. А. Галича, К. Ф. Исаева, постановка А. А. Гончарова — Дуня.
- 1949 — «Положение обязывает» Г. Н. Мунблита, постановка А. А. Гончарова — Вера
- 1949 — «День отдыха» В. П. Катаева, постановка Э. Б. Краснянского — Шура (ввод)
- 1950 — «Свадьба с приданым» Н. М. Дьяконова, постановка Б. И. Равенских — Ольга Степанова
- 1951 — «Женихи» А. Токарева, В. В. Шкваркина, постановка А. А. Гончарова — Сафи
- 1951 — «Женитьба Белугина» А. Н. Островского, Н. Я. Соловьёва, постановка А. А. Гончарова — Таня Сыромятова (ввод)
- 1952 — «Пролитая чаша» Ван Ши Фу (драматическая композиция А. П. Глобы), постановщики Н. В. Петров, В. Н. Плучек — Ин-ин
- 1952 — «Личная жизнь» К. Я. Финна, постановка Ю. П. Егорова — Екатерина Фёдоровна Круглова
- 1952 — «Подруги» А. Д. Симуков, постановка Б. И. Равенских — Маша Ракитина
- 1953 — «Где эта улица, где этот дом?» В. А. Дыховичного, М. Р. Слободского, постановка Э. Б. Краснянского — Галочка
- 1954 — «Судья в ловушке» Г. Филдинга, постановка С. Н. Колосова — Иларетта
- 1955 — «Последняя сенсация» М. Себастьяна, постановка Э. Б. Краснянского — Магда
- 1955 — «Чужой ребёнок» В. В. Шкваркина, постановка О. П. Солюса — Маша
- 1955 — «Поцелуй феи» З. Е. Гердта, М. Г. Львовского, постановка Э. Б. Краснянского — Зина
- 1956 — «Профессия миссис Уоррен» Дж. Б. Шоу, постановка Н. И. Слоновой — Виви
- 1956 — «Дело было в Конске» В. П. Катаева, постановка Э. Б. Краснянского — Шура
- 1958 — «Тень» Е. Л. Шварца, постановка Э. П. Гарина, Х. А. Локшиной — Аннунциата
- 1959 — «Дамоклов меч» Н. Хикмета, постановка В. Н. Плучека — Дочь бензинщика
- 1959 — «Волшебные кольца Альманзора» Т. Г. Габбе, постановка О. П. Солюса — Королева
- 1960 — «12 стульев» по И. А. Ильфу, Е. П. Петрову, постановка Э. П. Гарина — Эллочка Щукина
- 1960 — «Слепое счастье» А. И. Кузнецова, Г. Г. Штайна, постановка О. П. Солюса — Лика
- 1961 — «Четвёртый позвонок» М. Ларни, постановка Д. В. Тункеля — Джоан
- 1961 — «Яблоко раздора» М. А. Бирюкова, постановка В. Н. Плучека — Ганна Николаевна
- 1962 — «24 часа в сутки» О. Н. Стукалова, постановка А. С. Крюкова — Вера Горовая
- 1964 — «Ложь для узкого круга» А. Д. Салынского, постановка Г. П. Менглета — Клавдия Бояринова
- 1964 — «Женский монастырь» В. А. Дыховичного, М. Р. Слободского, постановка В. Н. Плучека — Вера Эдуардовна
- 1964 — «Белый телефон» М. Гиндина, Г. Рябкина, постановка В. И. Раутбарта — Надежда Клёнова
- 1967 — «Интервенция» Л. И. Славина, постановка В. Н. Плучека — Жанна Барбьё
- 1967 — «Доходное место» А. Н. Островского, постановка М. А. Захарова — Анна Павловна Вышневская
- 1967 — «Баня» В. В. Маяковского, постановка В. Н. Плучека — Поля
- 1968 — «Последний парад» А. П. Штейна, постановка В. Н. Плучека — Даша
- 1969 — «Безумный день, или Женитьба Фигаро» Бомарше, постановка В. Н. Плучека — Графиня Розина Альмавива
- 1970 — «У времени в плену» А. П. Штейна, постановка В. Н. Плучека — Соня
- 1970 — «Проснись и пой!» М. Дьярфаша, постановка М. А. Захарова, А. А. Ширвиндта — Тётя Тони
- 1971 — «Обыкновенное чудо» Е. Л. Шварца, постановка В. Н. Плучека, М. И. Микаэлян — Придворная дама
- 1972 — «Ревизор» Н. В. Гоголя, постановка В. Н. Плучека — Анна Андреевна
- 1973 — «Таблетку под язык» А. Е. Макаёнка, постановка В. Н. Плучека — Лидия Семёновна
- 1974 — «Пощёчина» С. В. Михалкова, постановка В. Н. Плучека, Л. Эйдлина — Ольга Ильинична Щеглова
- 1974 — «Клоп» В. В. Маяковского, постановка В. Н. Плучека — Диктор
- 1976 — «Клеменс» К. К. Сая, постановка М. И. Микаэлян — Баба-одноглазка
- 1979 — «Её превосходительство» С. И. Алёшина, постановка А. А. Ширвиндта — Посол Объединённой Державы
- 1980 — «Трёхгрошовая опера» Б. Брехта, постановка В. Н. Плучека — Селия Пичем
- 1982 — «Концерт для театра с оркестром» Г. И. Горина, А. А. Ширвиндта, постановка А. А. Ширвиндта — Ведущая
- 1983 — «Восемнадцатый верблюд» С. И. Алёшина, постановка Е. Б. Каменьковича — Агнесса Павловна
- 1985 — «Молчи, грусть, молчи…» А. А. Ширвиндта, постановка А. А. Ширвиндта
- 1987 — «Тени» М. Е. Салтыкова-Щедрина, постановка А. А. Миронова — Ольга Дмитриевна Мелипольская
- 1987 — «Последние» М. Горького, постановка А. Д. Папанова — Госпожа Соколова
- 1988 — «Воительница» по Н. С. Лескову, постановка Б. А. Львова-Анохина, В. Е. Фёдоров — Домна Платоновна
- 1992 — «Молодость Людовика XIV» А. Дюма, постановка Е. Б. Каменьковича — Анна Австрийская
- 1996 — «Священные чудовища» Ж. Кокто, постановка А. М. Вилькина — Эстер
- 2001 — «Андрюша» А. А. Ширвиндта, постановка А. А. Ширвиндта
- 2001 — «Орнифль» Ж. Ануя, постановка С. Н. Арцибашева — Графиня
- 2002 — «Таланты и поклонники» А. Н. Островского, постановка Б. А. Морозова — Домна Пантелеевна
- 2003 — «Нам всё ещё смешно» А. А. Ширвиндта, А. А. Колгана и С. Колпакова, постановка А. А. Ширвиндта, А. А. Колгана
- 2009 — «Мольер (Кабала святош)» М. А. Булгакова, постановка Ю. И. Ерёмина — Мадлена
- 2009 — «Триумф на Триумфальной» А. А. Ширвиндта, С. Плотова, С. Коковкина, А. Семёнова, постановка Ю. Васильева — Костюмерша
- 2012 — «Реквием по Радамесу» А. Николаи, постановка Р. Г. Виктюка — Камелия
- 2014 — «Грустно, но смешно» С. Плотова, В. Жука, А. А. Ширвиндта (1 октября 2014 — премьера). Постановка: А. А. Ширвиндт, Ю. Б. Васильев
- 2015 — «Роковое влечение» нуар А. А. Житинкина, постановка А. А. Житинкина — Ирма Гарленд[48]
- 2018 — «Вера» С. Коковкина по мотивам воспоминаний В. К. Васильевой (22 июня 2018 — премьера). Постановка: С. Б. Коковкин — Вера[49]
- 2023 — «Староновогодний кабачок. Праздничная феерия в специальной шоу-программе от Театра Сатиры» — режиссёр: Антон Буглак; руководители постановки: Антон Буглак, Сергей Землянский, Илья Малаков, Карина Муса (12 января и 13 января 2023 — всего два спектакля) — эпизод
- 2023 — «Кабачок Сатиры для любимых» — режиссёр: Антон Буглак; руководители постановки: Антон Буглак, Сергей Землянский, Илья Малаков, Карина Муса (14 февраля, 7 и 8 марта 2023 — всего три спектакля) — эпизод[50]

### Роли в других театрах
- Брянский областной театр драмы имени А. К. Толстого (1953)
  - 1953 — «Дженни Герхардт» по Т. Драйзеру — Дженни Герхардт
- Тверской областной академический театр драмы (1984)
  - 1984 — «Вишнёвый сад» А. П. Чехова — Раневская
- Орловский драматический театр имени И. С. Тургенева (1990)
  - 1990 — «Без вины виноватые» А. Н. Островского — Кручинина
- Московский Новый драматический театр (1996-1997)
  - 1996 — «Ассамблея» П. П. Гнедича, режиссёр А. Сергеев — Пехтерева
  - 1997 — «Блажь» А. Н. Островского — Сарытова
- Театр кукол имени С. В. Образцова (Москва) (2006) 
  - 2006 — «Странная миссис Сэвидж» Джон Патрик, режиссёр А. С. Денников — миссис Сэвидж
- Театр «Модернъ» (Москва) (2008)
  - 2008 — «Однажды в Париже» В. В. Аслановой, режиссёр Ю. Б. Васильев — Элизабет
- Малый театр (Москва) (2012)
  - 2012 — «Пиковая дама» по А. С. Пушкину, режиссёр А. А. Житинкин — графиня Анна Федотовна

### Роли в кино
- 1945 — Близнецы — монтёр
- 1947 — Сказание о земле Сибирской — Анастасия Петровна Гусенкова
- 1951 — Большой концерт — колхозница Лиза
- 1953 — Свадьба с приданым — Ольга Степановна Степанова
- 1953 — Чук и Гек (короткометражный) — Мать
- 1957 — Они встретились в пути — Анна Ивановна Лычкова, соседка Макара
- 1960 — Люди моей долины — Парася
- 1965 — На завтрашней улице — Большакова
- 1965 — Погоня — Шура, жена Анатолия
- 1965 — Похождения зубного врача — Ласточкина
- 1965 — Приезжайте на Байкал — Клавдия Акимовна Гальцова
- 1972 — За всё в ответе — Лидия Степановна Белова
- 1972—1975 — Следствие ведут ЗнаТоКи. Несчастный случай — Маргарита Николаевна Знаменская, мать Знаменского
- 1973 — Следствие ведут ЗнаТоКи. Побег — Маргарита Николаевна Знаменская, мать Знаменского
- 1974 — Жребий — Лида
- 1974 — Звезда экрана — Ольга Сергеевна / партизанка Таня
- 1975 — Весна двадцать девятого — Софья
- 1975 — Следствие ведут ЗнаТоКи. Ответный удар — Маргарита Николаевна Знаменская, мать Знаменского
- 1975 — Это мы не проходили — Наталья Ивановна, преподавательница физики и заведующая учебной частью
- 1976 — Легенда о Тиле — Каллекен
- 1976 — Несовершеннолетние — Полина Борисовна, учительница, мать Жени
- 1976 — Развлечение для старичков — Галина Сергеевна
- 1977 — Подарок судьбы — Любовь Сергеевна
- 1981 — Карнавал — мама Никиты
- 1982 — Мы жили по соседству — Анна Игоревна
- 1982 — Женатый холостяк — Марья Семёновна, жена Гурама Отаровича, мать Тамары, бабушка Кости, кандидат медицинских наук
- 1983 — Как я был вундеркиндом — бабушка
- 1984 — Приказано взять живым — Кузьминична
- 1985 — Выйти замуж за капитана — Вера Семёновна Журавлёва, мама фотокорреспондентки Елены
- 1986 — Зловредное воскресенье — Берта
- 1992 — Разыскивается опасный преступник — мать Михаила Черных
- 1996 — Лиза и Элиза
- 1997 — Вино из одуванчиков — Эстер
- 1999 — Очаровательные негодники
- 2000 — Салон красоты — Мария Петровна
- 2001 — Времена не выбирают — Ольга Львовна
- 2002 — Следствие ведут ЗнаТоКи. Третейский судья — мать Знаменского
- 2002 — Следствие ведут ЗнаТоКи. Пуд золота — мать Знаменского
- 2002 — Маска и душа
- 2006 — Всё смешалось в доме… — Наталья Михайловна Лозинская
- 2007 — Сваха — Галина Михайловна
- 2012 — Верю — Анна Фёдоровна
- 2012 — Пока цветёт папоротник — Надежда Игоревна, бабушка Игоря Князева
- 2014 — Деревенщина — Софья Александровна, бабушка Лиды
- 2016 — Праздник непослушания — бабушка Лары

### Фильмы-спектакли
- 1953 — Свадьба с приданым — Ольга Степановна Степанова, лучший бригадир колхоза «Искра»
- 1971 — Женский монастырь (фильм-спектакль) — Тамара
- 1971 — Офицер флота (фильм-спектакль) — Тамара
- 1973 — Безумный день, или Женитьба Фигаро — графиня Розина Альмавива
- 1973 — Мегрэ и человек на скамейке — мадам Машер
- 1974 — Бенефис Веры Васильевой (фильм-спектакль) — главная роль
- 1974 — Бенефис Сергея Мартинсона (фильм-спектакль) — исполняет песню «Три сердца», «Мадам, уже падают листья»
- 1974 — Вот такие истории (фильм-спектакль) — Анюта Тимофеевна
- 1975 — Бенефис Ларисы Голубкиной (фильм-спектакль) — камео
- 1976 — Как важно быть серьёзным (фильм-спектакль) — мисс Призм, гувернантка
- 1976 — Пощёчина (фильм-спектакль) — Ольга Ильинична Щеглова
- 1978 — Месяц длинных дней (фильм-спектакль) — Вера Васильевна
- 1978 — Таблетку под язык (фильм-спектакль) — Лидия Семёновна
- 1980 — У времени в плену (фильм-спектакль) — Соня
- 1982 — Ревизор — Анна Андреевна
- 1982 — Солдат и змея (фильм-спектакль) — королева
- 2000 — Священные чудовища (фильм-спектакль) — Эстер
- 2001 — Андрюша (фильм-спектакль)
- 2004 — Зимородок (фильм-спектакль) — леди Эвелина
- 2004 — Орнифль (фильм-спектакль) — графиня
- 2012 — Реквием по Радамесу (фильм-спектакль) — Камелия
- 2014 — Пиковая дама (фильм-спектакль) — Анна Федотовна

### Озвучивание мультфильмов
- 1958 — Первая скрипка — Кузнечик-мама; Стрекоза
- 1962 — Железная маска (художественный фильм) — мадам де Шом (роль Ж. Паскаль)
- 1965 — Светлячок № 6 — Одуванчик
- 1970 — Умка ищет друга — Медведица
- 1972 — Ты враг или друг? — Лосиха
- 1974 — Волшебник Изумрудного города — добрая волшебница Виллина
- 1975 — Верните Рекса — жена сварливого алкоголика
- 1976 — Слушается дело о… Не очень комическая опера
- 1977 — Два клёна — Василиса-работница
- 1978 — Почтарская сказка — Маржанка
- 1981 — Приключения Васи Куролесова — мама Васи
- 2006 — Дриада — читает текст
- 2015 — Необыкновенное путешествие Серафимы — тётя Лиза

### Участие в фильмах
- 1977 — Любите ли вы театр? (документальный) — сцена из спектакля «Женитьба Фигаро» по Бомарше
- 1978 — Иван Пырьев (документальный)
- 1989 — Голос памяти (документальный)
- 1998 — Борис Новиков (из цикла телепрограмм канала «ОРТ» «Чтобы помнили») (документальный)
- 1999 — Виталий Доронин (из цикла телепрограмм канала «ОРТ» «Чтобы помнили») (документальный)
- 2000 — Нет смерти для меня (документальный)
- 2001 — Борис Андреев (из цикла телепрограмм канала «ОРТ» «Чтобы помнили») (документальный)
- 2005 — Андрей Миронов (из цикла передач телеканала «ДТВ» «Как уходили кумиры») (документальный)
- 2006 — Иван Пырьев (из цикла передач телеканала «ДТВ» «Как уходили кумиры») (документальный)
- 2006 — Марина Ладынина (из цикла передач телеканала «ДТВ» «Как уходили кумиры») (документальный)
- 2006 — Татьяна Пельтцер (из цикла передач телеканала «ДТВ» «Как уходили кумиры») (документальный)
- 2006 — Анатолий Папанов. Неоконченная война (документальный)
- 2006 — Три с половиной жизни Ивана Пырьева (документальный)
- 2007 — Анатолий Папанов. Обратная сторона славы (документальный)
- 2007 — Анатолий Папанов. Так хочется пожить.. (документальный)
- 2008 — Марина Ладынина. Грубиян и Галатея (из документального цикла «Острова»)
- 2008 — Валентина Токарская (из документального цикла на телеканале «Время» «Человек в кадре»)
- 2008 — Татьяна Пельтцер (из документального цикла на телеканале «Время» «Человек в кадре»)
- 2009 — Эраст Гарин (из документального цикла на телеканале «Время» «Человек в кадре»)
- 2009 — Александр Ширвиндт. Счастливая жизнь счастливого человека (документальный)
- 2009 — Татьяна Пельтцер. Осторожно, бабушка! (документальный)
- 2011 — Анатолий Папанов. От комедии до трагедии (документальный)
- 2011 — Михаил Державин. Тот ещё «моторчик» (документальный)

### Документальные фильмы и телепередачи
- «Вера Васильева. „Секрет её молодости“» («Первый канал», 2010)[51]
- «Вера Васильева. „Нечаянная радость“» («Первый канал», 2015)[52][53]
- «Вера Васильева. „Секрет её молодости“» («Первый канал», 2017)[54]
- «Вера Васильева. „Из простушек в королевы“» («ТВ Центр», 2020)[55]
- «Вера Васильева. „С чувством благодарности за жизнь“» («Первый канал», 2020)[56][57]